# Cispius strandi
Cispius strandi är en spindelart som beskrevs av Lodovico di Caporiacco 1947. Cispius strandi ingår i släktet Cispius och familjen vårdnätsspindlar. Inga underarter finns listade i Catalogue of Life.